# غابرييل سومي
غابرييل سومي (بالسويدية: Gabriel Somi)‏ لاعب كرة قدم سويدي من اصول سورية من مواليد 24 أغسطس 1991

  يلعب في الدوري السويدي الممتاز لصالح نادي أوسترسوند ومنتخب سوريا لكرة القدم. يجيد اللعب كـ جناح أيسر وظهير أيسر.
بالإضافة لقدراته الدفاعية الصلبة، سومي معروف باختراقاته بالعمق وإنشاء هجمات خطيرة وعرضياته المتقنة، هو لاعب مرن حيث يجيد اللعب بأكثر من مركز. يتم تشبيهه بـجوردي ألبا نظراً لسرعته الفائقة وطريقة اللعب، وأيضا يتم تشبيهه لـكاراسكو نظراً للشبه الكبير بالشكل بينهما.
في تشرين الأول من عام 2017 قرر تمثيل منتخب بلده الأم سوريا وتم استدعائه للمنتخب السوري الأول للعب في ملحق كأس العالم المؤهل لمونديال روسيا 2018 ضد المنتخب الاسترالي.
سومي يعد أول لاعب دولي سوري يصل لدور المجموعات من بطولة الدوري الأوروبي  وأول لاعب يسجل هدف بالبطولة ويصل للأدوار الاقصائية. 

## روابط خارجية
- ملف شخصي - كووورة
- غابرييل سومي  على فيسبوك.
- غابرييل سومي على إنستغرام
- فيديو مهارات واهداف غابرييل سومي على اليوتيوب.
- غابرييل سومي على موقع الاتحاد الأوربي (الإنجليزية)
- غابرييل سومي على موقع اتحاد السويد (السويدية)
- غابرييل سومي على موقع الدوري الأمريكي (الإنجليزية)
- غابرييل سومي على موقع قاعدة بيانات كرة القدم.إي يو (الإنجليزية)
- غابرييل سومي على موقع ناشيونال فوتبول تيمز (الإنجليزية)
- غابرييل سومي على موقع Soccerbase.com (لاعب) (الإنجليزية)
- غابرييل سومي على موقع Soccerway.com (الإنجليزية)
- غابرييل سومي على موقع عالم كرة القدم.نت (الإنجليزية)